# Stortjärnen (Överluleå socken, Norrbotten, 729980-175649)
Stortjärnen är en sjö i Bodens kommun i Norrbotten och ingår i Alåns huvudavrinningsområde. Sjöns area är 0,012 kvadratkilometer och den befinner sig 95 meter över havet.